# Туиндек
Туиндек (на английски: tweendeck) е междупалубно пространство вътре в корпуса на съд или кораб между две палуби или между палуба и платформа. Туиндек се нарича и самата палуба, която разделя товарния отсек на трюм (долно помещение) и туиндек (горно помещение). При наличие на три палуби се различават горен и долен туиндек, при много палуби – горен туиндек, втори туиндек, трети туиндек и т.н., от горе надолу. Туиндекът служи за разполагане на товари, пътници или екипаж.  
Понякога туиндек се нарича товарно или производствено помещение на съда, разположено между две палуби и предназначено за определен цели – например, хладилен туиндек.
Товарните съдове, които имат туиндекове в товарните си помещения (трюмовете) се наричат туиндекови съдове. Появява се и жаргонна дума – „туиндекери“.
Тази конструкция се използва все по-рядко в съвременното корабостроене. Масовото навлизане на контейнерните превози изкарва от употреба класическите сухотоварни кораби при които е имало туиндечна палуба или хладилни помещения.